# 九州大学男声合唱団コールアカデミー
九州大学男声合唱団コールアカデミー（きゅうしゅうだいがくだんせいがっしょうだんコールアカデミー）は、九州大学の男声合唱団。同大で三番目に古い歴史を持つサークル。

## 活動
荒谷俊治らによって結成された、九州大学の男子学生が集まる合唱サークルであり、学内でのコンサート、学外での定期演奏会、他大学との合同演奏会などの活動を行っている。歴史が長く、九大サークルの代表的存在である:194。
「合唱だけにとどまらず、人間の幅を広げ、自治と自由を尊重する」という方針を標榜しており、合唱以外にソフトボール合宿も行っている。またサークル内にソフトボール・麻雀・パチンコ・プロレスの愛好会があるという形態となっている:194-195。

## 歴史
九州大学学生による男声合唱団の活動は古く、1935年（昭和10年）に西南学院大学のグリークラブと九州帝国大学の男声合唱団が合同で演奏会を行った記録がある。戦後は混声合唱団「九大コーロステルラ」が活動し、1947年（昭和22年）に学内で第1回の演奏会を開いた。しかしこの団体は学制改革と同時期に解散した。一方旧制福岡高校でも終戦とともに学生が集まって音楽部が創設され、楽器なしでできる合唱から活動を始めた。その後、音楽部は1947年（昭和22年）から始まった合唱コンクールで西南学院グリークラブと争うなど、福岡の合唱界の中心的な存在に成長していった。
1949年（昭和24年）の学制改革により旧制福岡高校は九州大学の一部となり、旧制の学生の一人であった荒谷俊治の呼びかけで1953年（昭和28年）に男声合唱団コールアカデミーが約40人の学生で設立された。指導も荒谷が担当した。1954年（昭和29年）7月には福岡学芸大学、福岡商科大学、西南学院大学の合唱団と「福岡四大学合同演奏会」を開いた。この行事は1968年（昭和43年）に九州大学・福岡大学・西南学院大学による「三大学合同演奏会」として再出発した後、1977年（昭和52年）から九州産業大学が加わって再び四大学合同に改められるなど、参加大学を変えながら続いた。
荒谷が東京フィルハーモニーの指揮者となってからは藤井凡大が育成した。
2003年（平成15年）には創立50周年を迎えた。2002年（平成14年）11月、記念行事の一環として韓国の延世大学校グリークラブとの交流演奏会をソウルで開き、初の海外公演を実現した。2003年には延世大学校グリークラブが来日、第47回定期演奏会で共演した。
大学の伊都キャンパス移転が完了する2018年には、コールアカデミー歌唱による学生歌「松原に」が伊都キャンパスへ向かうバス車内で流されるようになった。またこの年には筑前前原駅に設置された駅ピアノのオープニングセレモニーに参加、クリスマスソングなどを歌ってセレモニーを盛り上げた。

### 年表
- 1953年12月6日 - 荒谷俊治を中心とし「九州大学男声合唱団コールアカデミー」を創設。
- 1954年 - 第九回合唱祭にて初ステージ[12]。
- 1954年7月11日 - 福岡四大学合唱合同演奏会に参加[13]。
- 1957年1月13日 - 医学部講堂にて第一回定期演奏会[14]。
- 1969年 - 第十三回定期演奏会にて藤井凡大を客演指揮者として招待、それをきっかけに常任指揮者就任。
- 1974年 - 創立20周年記念東京演奏会。
- 1975年 - ライプツィヒ・ゲヴァントハウス管弦楽団の来日福岡公演において九響合唱団賛助として出演。
- 1980年 - 中村学園大学女声合唱団クリスタルハーモニーとの合同ハイキングの途中、花逢忌で初めて歌う。
- 1981年 - 第一回長崎純心大学純心コール・マリーヱとのジョイントコンサート[15]。
- 1983年1月22日 - 創立30周年記念演奏会[16]。
- 1983年 - 創立30周年記念大阪・東京公演。北海道大学・京都大学・筑波大学と初めての「Super Joint」開催。
- 1988年 - 創立35周年記念三都市公演（富士宮・東京・福岡）。
- 1990年 - 国際音楽祭日韓親善フェスティバルに出演。日仏平和音楽祭に出演。
- 1993年 - 創立40周年記念三都市公演（札幌、東京、福岡）。
- 1995年8月6日 - 藤井凡大追悼演奏会[17]。
- 1997年 - 横田諭、常任指揮を後任。
- 1998年 - 荒谷俊治の指揮生活40周年記念演奏会に出演[18]。
- 2002年 - 韓国の延世大学校グリークラブがソウルで開いた定期演奏会に出演[8]。
- 2003年1月18日 - 創立50周年記念第47回定期演奏会[8][19]。
- 2008年 - 創立55周年記念東京公演。
- 2012年 - 九大創立100周年記念演奏会に出演。
- 2013年 - 創立60周年記念第57回定期演奏会。
- 2015年 - 住田寛樹、音楽顧問に就任。
- 2016年 - 第60回定期演奏会。北海道大学・筑波大学・首都大学東京とのジョイントコンサートを開催。
- 2018年 - 荒谷俊治米寿記念第62回定期演奏会を開催。

## 関連人物
(2019年11月現在)
- 永世常任指揮者…藤井凡大
- 永世名誉指揮者…荒谷俊治
- 常任指揮者…横田諭
- 音楽顧問…住田寛樹
- 顧問…熊野直樹[20]